# Philippe Ariès

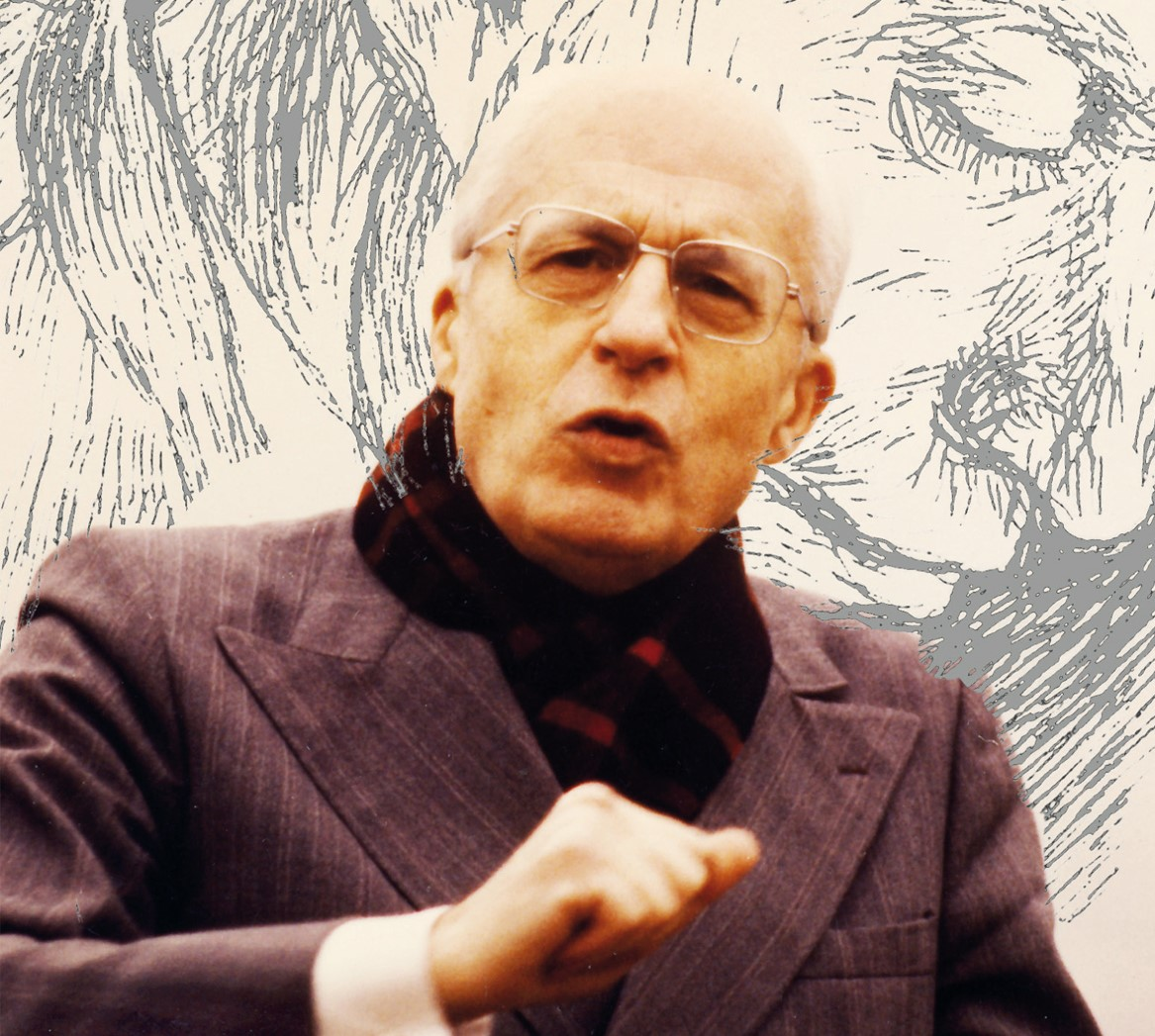
Philippe Ariès, 1980

Philippe Ariès (* 21. Juli 1914 in Blois; † 8. Februar 1984 in Toulouse) war ein französischer Mediävist und Historiker der Annales-Schule.
Seine frühen Werke sind von der historischen Demographie geprägt, später verfolgte er einen mentalitätsgeschichtlichen Ansatz. In seinen international erfolgreichen, gleichwohl umstrittenen Monographien erforschte er u. a. die Geschichte der Kindheit und die Geschichte des Todes. Zusammen mit Georges Duby und Paul Veyne verfasste er eine fünfbändige Geschichte des privaten Lebens. Ariès war ein enger Freund Michel Foucaults.

## Leben
Sein Vater war aus der Gironde, seine Mutter aus Martinique; beide waren monarchistisch eingestellt und empfanden die päpstliche Verurteilung der Action française im Jahr 1926 als Enttäuschung. Seine Schulbildung erhielt Ariès an katholischen Schulen in Paris. Zunächst besuchte er eine von Dominikanern und dann eine von Jesuiten geführte Schule.
Er studierte in Grenoble und Paris (an der Sorbonne) und erreichte zunächst den Universitätsabschluss in den Fächern Geschichte und Geographie. Im Jahr 1936 schrieb er eine weitere Qualifikationsarbeit mit dem Titel Les commissaires-examinateurs au Châtelet de Paris au XVIe Siècle. Während dieser Zeit war er noch mit der monarchistischen Action française verbunden. Später, auch unter dem Eindruck des Vichy-Regimes, wandte er sich von ihr ab und definierte sich als „Traditionalist“ und Anhänger des mittelalterlichen Königtums; ein gewisser Antimodernismus blieb in allen seinen Werken erhalten.
Er scheiterte zweimal (1939 und 1941) am Versuch, den Universitätsabschluss der agrégation d’histoire zu erlangen. Durch den Militärdienst im Zweiten Weltkrieg kam er an ein Institut für die Erforschung der kolonialen Landwirtschaft (Institut des fruits et agrumes coloniaux [IFAC]), wo er von 1943 bis 1978 mitwirkte.
1943 veröffentlichte er sein erstes Werk, das die sozialen Traditionen im ländlichen Frankreich thematisierte. Darauf folgte ein Werk zur Geschichte der französischen Bevölkerung und ihren Einstellungen zum Leben (1948). Im Jahr 1945 beging sein Bruder Jacques mit 26 Jahren Selbstmord an der deutschen Front in Uttenweiler. 1947 heiratete er; seine Frau Primerose stand ihm in den folgenden Jahren als Forscherin zur Seite.
In den 1950er-Jahren verstand er sich als Schüler von Daniel Halévy und Gabriel Marcel. In Frankreich war er nicht als Historiker bekannt, aber die amerikanische Publikation seines 1960 in Paris unter dem Titel L’enfant et la vie familiale sous l’ancien régime erschienenen Buches Centuries of Childhood: A Social History of Family Life (Knopf) im Jahr 1962 brachte ihm das Ansehen englischsprachiger Kollegen. Ariès weilte nun öfter in den Vereinigten Staaten und veröffentlichte 1974 Western Attitudes toward Death (Johns Hopkins University Press). Daraus wurde das große, 1977 in Frankreich veröffentlichte Werk L’Homme devant la mort (Seuil). Nun wurde der Verfasser als Teil der Annales-Schule von Jacques Le Goff, Emmanuel Le Roy Ladurie, Georges Duby und Michel Vovelle anerkannt.
Weitere Forschungsschwerpunkte, zusätzlich zur Geschichte der Kindheit, waren die Geschichte der Sexualität, die Demographie und die Mentalitätsgeschichte. 1978 wurde er „directeur d'études“ an der prestigeträchtigen École des Hautes Études en Sciences Sociales in Paris. Erst in diesem Jahr verließ er das Institut für landwirtschaftliche Forschung, an dem er seit 37 Jahren gewirkt hatte. Er starb 1984 in Toulouse, wo er sich im Jahr zuvor niedergelassen hatte.

## Ariès’ Position zur Geschichte und Entwicklung der Kindheit
Laut Ariès leitete die „Entdeckung der Kindheit“ im 16.–18. Jahrhundert eine Entwicklung zum Negativen ein. Im Mittelalter habe die Gesellschaft keine Vorstellung von Kindheit und somit auch nicht von Erziehung gehabt. Kinder seien bis ungefähr zum siebten Lebensjahr von ihren Eltern abhängig gewesen, danach seien sie als eigenständige Mitglieder der Erwachsenengesellschaft anerkannt worden. Die Beziehung zwischen Eltern und Kindern sei vergleichbar der zwischen Lehrherrn und Lehrling gewesen. Es habe kaum emotionale Bindungen gegeben. In der Gesellschaft habe eine kollektive Lebensform geherrscht, die keine Privatsphäre kannte. Die Funktion der Familie sei weitgehend auf die Produktion von Nachkommen und den Fortbestand des Namens und Besitzes beschränkt gewesen.
Seit der „Entdeckung der Kindheit“ habe sich die Vorstellung vom Wesen und der Entwicklung des Kindes grundlegend verändert. Die Funktion der Familie liege nun stärker auf der Vermittlung von Normen und Werten sowie der Förderung von Individualität und Identität. Ariès ist der Ansicht, mit Beginn der Neuzeit sei es zu einer Isolation der Kinder von der Erwachsenengesellschaft und zur Trennung der Lebenssphären von Erwachsenen und Kindern gekommen. Schule, die auf Disziplin und Gehorsam Wert lege, schränke die Freiheit des Kindes ein.
Die These von den fehlenden emotionalen Beziehungen von Eltern zu ihren Kindern vor der sogenannten „Entdeckung der Kindheit“ wurde in der Geschichtswissenschaft schon seit den 1980er-Jahren zurückgewiesen. Sie erwies sich jedoch als äußerst populär und wird auch in jüngster Zeit selbst noch in wissenschaftlichen Veröffentlichungen wiederholt.

## Schriften
- Geschichte der Kindheit. (Originaltitel: L’enfant et la vie familiale sous l’ancien régime. Plon, Paris 1960, übersetzt von Caroline Neubaur und Karin Kersten). Hanser, München 1975. (als Taschenbuch: 17. Taschenbuchauflage, dtv Sachbuch; Kultur & Geschichte 30138, München 2011, ISBN 978-3-423-30138-1 (Erstausgabe 1978)).
- Studien zur Geschichte des Todes im Abendland. Hanser, München/Wien 1976. (Taschenbuch: dtv, München 1986, ISBN 3-423-04369-5)
- Geschichte des Todes. Hanser, München/Wien 1980. (11. Auflage 2005; dtv, München 1999, ISBN 3-423-04407-1)
- Bilder zur Geschichte des Todes. Hanser, München/Wien 1984, ISBN 3-446-13911-7.
- als Hrsg. mit André Béjin und Michel Foucault: Die Masken des Begehrens und die Metamorphosen der Sinnlichkeit. 3. Auflage. S. Fischer, Frankfurt am Main 1984, ISBN 3-596-27357-9.
- Zeit und Geschichte. Athenäum, Frankfurt am Main 1988, ISBN 3-610-08494-4.
- mit Georges Duby und Paul Veyne: Geschichte des privaten Lebens. 5 Bände. S. Fischer, Frankfurt am Main 1989–1993, ISBN 3-10-033618-6.  (2. Auflage 1999–2000; Bechtermünz 2000, ISBN 3-8289-0733-4)
- Geschichte im Mittelalter. Hain, Frankfurt am Main, 1990, ISBN 3-445-06004-5.
- Die Geschichte der Mentalitäten. In: Jacques Le Goff (Hrsg.): Die Rückeroberung des historischen Denkens: Grundlagen der Neuen Geschichtswissenschaft. S. Fischer, Frankfurt am Main 1990, ISBN 3-10-042702-5, S. 137–165.
- Ein Sonntagshistoriker: Philippe Ariès über sich. Hain, Frankfurt am Main 1990, ISBN 3-445-08536-6.
- Saint-Pierre oder die Süße des Lebens. Wagenbach, Berlin 1994, ISBN 3-8031-5148-1.